# MC-P300
MC-P300は、セイコーインスツルメンツ（現セイコーインスツル(SII)）製のDDIポケット（現ウィルコム）向けPCカード形データ通信端末である。

## 概要
2001年6月1日の、AirH"（現AIR-EDGE）のサービスインに合わせて発売された端末で、当時唯一販売された端末でもある。
端末形状はPCカード型 Type IIを採用し、本体の色調は水色を採用している。発売当日に開始された、AirH"の64Kフレックスチェンジ方式に対応。同年8月29日にサービスインした、AirH"の32Kつなぎ放題コース（32K×1）にも対応している。
その他、従来からのデータ通信のPIAFS（64K ・32K）の他、パソコンに専用ソフトをインストールした上で、イヤホンを本体にある端子に差し込んだ上で音声通話をする事も出来た。
付属品は、取扱説明書と保証書の他に、ソフトケースが付属していた。
本機種が販売されて以降の、AirH"の128Kつなぎ放題コース（32K×4）及びそれ以降のサービスには対応していない。

## 仕様（テンプレート外）
- 対応OS（各日本語版）
  - Microsoft Windows 95
  - Microsoft Windows 98
  - Microsoft Windows Millennium Edition
  - Microsoft Windows 2000
  - Microsoft Windows XP
  - Microsoft Windows NT 4.0
  - Classic Mac OS 8.5 / 8.5.1 /8.6 / 9.0 /9.0.4 / 9.1 / 9.2.1 / 9.2.2（9.2非対応）
  - Windows CE 2.11 / 3.0

## 歴史
- 2000年12月1日　 テレコムエンジニアリングセンター(TELEC)による技術基準適合証明（技術基準適合証明番号JZAA0201984～0201988）
- 2000年12月21日　TELECによる技術基準適合証明の工事設計認証（工事設計認証番号JZAA0135）
- 2001年1月26日　 電気通信端末機器審査協会による技術基準適合認定の設計認証（設計認証番号A01-0058JP、J01-0011）
- 2001年5月16日　 AirH"サービス開始のプレスリリースに合わせて、販売予定である事を発表。
- 2001年6月1日　　発売